# Sportpark Marslanden
Sportpark Marslanden is een sportpark in de Marslanden in Zwolle. Op dit sportpark spelen SV Zwolle, de jeugdelftallen van PEC Zwolle en sinds 2012 ook de vrouwenafdeling van PEC Zwolle. Dit sportpark is ook de thuisbasis van Rugbyclub Zwolle en tennisvereniging Play Alway's Fair.